# Guàrdia Patriòtica
La Guàrdia Patriòtica (en romanès: Gărzile Patriotice) eren formacions paramilitars romaneses formades durant l'era comunista, dissenyades per proporcionar una defensa nacional en cas d'un atac de forces armades estrangeres.

## Història

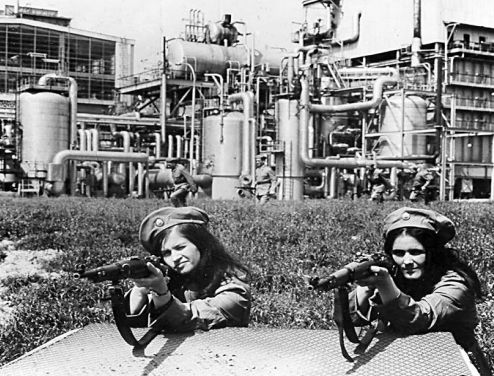
Guàrdies patriòtiques romaneses entrenant.

La Guàrdia Patriòtica es va formar en 1968, després d'un discurs a Bucarest, el 21 d'agost, en el qual el secretari general del Partit Comunista de Romania i president del Consell d'Estat, Nicolae Ceaușescu, va condemnar la repressió de la Primavera de Praga per part de les forces soviètiques i del Pacte de Varsòvia. Ceaușescu va apel·lar al sentiment antisoviético existent entre la població romanesa en general, per demanar resistència contra l'amenaça percebuda d'una invasió soviètica similar contra la pròpia Romania Popular. Els arguments nacionalistes que van tenir el seu efecte immediat a reunir a grans porcions del públic, que van començar a organitzar-se i armar-se sota la direcció del Partit Comunista Romanès (PCR).
Encara que l'amenaça d'una invasió estrangera va acabar a la fi d'any, la Guàrdia Patriòtica va seguir sent una força paramilitar del règim comunista de la República. Els guàrdies es van convertir en una força auxiliar permanent per a l'Exèrcit regular romanès, i es va introduir la formació obligatòria per als homes i les dones joves. Per als estudiants universitaris, això va significar que es reservessin hores del pla d'estudis per dur a terme exercicis de tir i altres cursos de capacitació, aviat es van duplicar els requisits addicionals per al treball en el camp (també es va demanar la participació dels estudiants de secundària, així com als seus mestres).
Encara que ja no estava recolzada per l'entusiasme, com ho havia estat a principis de la dècada de 1970, la Guàrdia Patriòtica era una línia de defensa nacional bàsica contra les invasions projectades des de l'exterior. L'amenaça plantejada va semblar augmentar a mesura que el règim s'enfonsava en l'aïllament internacional, especialment després de perdre el suport d'Occident, a principis de la dècada de 1980. A partir d'aquest moment, la Guàrdia Patriòtica va passar a formar part de l'aparell de repressió de l'Estat contra el seu propi poble.
Durant la Revolució romanesa de desembre de 1989, Ceaușescu va intentar utilitzar als guàrdies contra els manifestants, especialment en ciutats com Timișoara. No obstant això, el ritme dels esdeveniments i l'amplitud de l'hostilitat cap al seu règim polític van superar aquest pla. A mesura que avançava la Revolució romanesa, molts membres de la Guàrdia Patriòtica (que com la majoria dels romanesos, estaven farts de les polítiques econòmiques fallides de Ceauşescu i patien un nivell de vida en declivi) es van unir als manifestants que demanaven llibertat i democràcia.

## Funció de la guàrdia

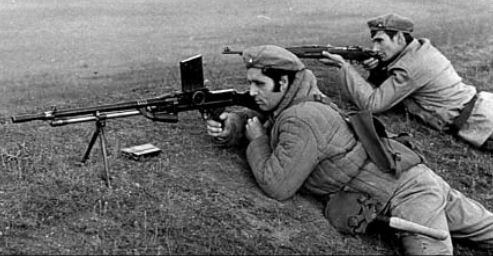
Guàrdies patriòtics romanesos entrenant.

La Guàrdia Patriòtica era una organització de seguretat nacional, les funcions de la qual incloïen la vigilància civil i la lluita contra els incendis, així mateix constituïen una força de milícia popular molt nombrosa. En cas de guerra, la guàrdia oferiria seguretat en la rereguarda, augmentaria les forces terrestres pròpies, i operaria com una força guerrillera, si el territori nacional romanès era envaït per l'enemic.

## La guàrdia en la ideologia del règim

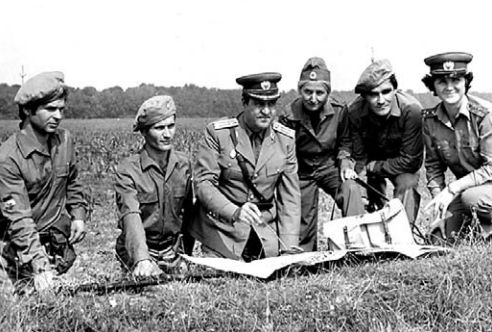
Les formacions paramilitars van ser entrenades per adoptar les tàctiques de la guerra de guerrilles.

En la dècada de 1980, el comunisme romanès va adoptar una forma militaritzada. Ilie Ceaușescu, un general de l'Exèrcit Popular Romanès, i un germà del president Nicolae, va resumir-ho en la seva obra literària Istoria militară a poporului român ("La història militar del poble romanès"), el llibre ràpidament va esdevenir la doctrina oficial del règim, en aquesta obra, Ilie va argumentar que els romanesos sempre havien tingut l'Exèrcit permanent més gran del Món, en particular, l'autor es referia a tota la població armada. Això va constituir un missatge per al futur, ja que el règim havia establert una forta connexió amb tota la història militar romanesa. Com a tal, la ideologia després de la formació de la Guàrdia Patriòtica es va interpretar com la doctrina militar de la guerra popular, aquesta estava alhora inspirada en la doctrina iugoslava de la defensa popular total.

## Organització de la guàrdia
La Guàrdia Patriòtica comptava amb uns 700.000 ciutadans en 1989, tant homes com a dones. D'acord amb la doctrina de la guerra popular, la Guàrdia Patriòtica era una organització combinada de defensa nacional i protecció civil, que es va establir immediatament després de la invasió de Txecoslovàquia per part de les Forces Armades del Pacte de Varsòvia, en una operació militar dirigida pels soviètics. Els Guàrdies Patriòtics van treballar en estreta col·laboració amb el Ministeri de Defensa Nacional, però estaven directament subordinats al Partit Comunista Romanès. Recolzant-se més en els ciutadans comuns que en l'exèrcit regular, la Guàrdia Patriòtica va servir com un possible contrapès a l'exèrcit regular romanès per exercir el poder al país, i així neutralitzar la influència de les Forces Armades romaneses.
En 1989, la Guàrdia Patriòtica es va organitzar en unitats de la grandària d'una companyia i un escamot en gairebé tots els municipis, pobles, llogarets i empreses industrials o agrícoles. Sota el comandament del primer secretari de l'aparell local de PCR, van dur a terme tasques de capacitació bàsica i d'actualització en maneig d'armes lleugeres, demolicions, tret de morters i llançagranades, així com entrenament en tàctiques de combat. En temps de guerra, la guàrdia tenia la responsabilitat de dirigir la defensa antiaèria, oferint a l'exèrcit regular una alerta primerenca, en cas d'atacs aeris, defensant els centres de població i altres elements importants de la infraestructura nacional, i realitzant treballs d'enginyeria civil, segons fos necessari per restablir la producció militar essencial després d'un atac hostil. Els guàrdies havien de reconèixer i atacar els flancs i la rereguarda de l'enemic, així mateix havien de combatre contra les unitats aerotransportades i les forces especials invasores. Els guàrdies organitzarien operacions de resistència contra les forces d'ocupació enemigues.